# Лоббах
Лоббах (нем. Lobbach) — община в Германии, в земле Баден-Вюртемберг.
Подчиняется административному округу Карлсруэ. Входит в состав района Рейн-Неккар. Население составляет 2400 человек (на 31 декабря 2010 года). Занимает площадь 14,91 км². Коммуна образована 31 декабря 1974 года путём объединения коммун Лобенфельд и Вальдвиммерсбах.

## География
Лоббах расположен в районе Рейн-Неккар в северной части историко-географического региона Крайхгау. Расстояние до Гейдельберга — 23 км, до Мосбаха — 20 км, до Вальдорфа — 26 км, до Зинсхайма — 19 км. Коммуна граничит на севере с Мюккенлохом (район Неккаргемюнда) и коммуной Шёнбрун, на востоке с коммунами Райхартсхаузен и Эпфенбах, на юго-востоке с коммуной Шпехбах, на юге с коммуной Меккесхайм и на востоке с коммуной Визенбах.

## История

### Лобенфельд
Деревня Лобенфельд возникло в Средневековье на месте ранее существовавшего здесь римского поселения. Изначально это было феодальным владением, которое приблизительно в 1145 году перешло к августинцам-каноникам монастыря Франкенталь. Позднее на этом месте возник монастыр Лобенфельд, первые упоминания о котором относятся к 1167 году. В 1229 году впервые упоминается местечко Лобенфельд, которое до XIX века состояло лишь из отдельных разрозненных построек вокруг монастыря. До Реформации землями деревни владел монастырь, который с 1330 года находился под покровительством графов Курпфальца. После закрытия монастыря в 1560 году деревня перешла в подчинение духовной администрации, а затем постепенно права на неё получил город Дильсберг, которому Лобенфельд стал полностью принадлежать в 1801 году.
В монастыре в разное время жили иезуиты, субботствующие христиане, позднее также бежавшие от религиозных преследований переселенцы из Швейцарии. В 1808 году храм монастыря был передан католикам, с середины XIX века часть построек на территории монастыря были снесены, часть зданий была перестроена. В 1857 году в монастыре и деревне насчитывалось 57 зданий. Фрагменты бывших построек монастыря были использованы при строительстве ратуши в 1885 году. В 1890 году население Лобенфельда впервые превысило 400 человек.
В Лобенфельде вплоть до падения Веймарской республики были сильны позиции Партии Центра. С 1890 года до начала Второй мировой войны население Лобенфельда сокращалось. Лишь после притока беженцев во время войны численность населения превысила показатели XIX века.
В 1966 и 1971 годах были отданы новые территории для строительства. Если в 1805 году в Лобенфельде проживало 123 жителя, то в 1974 году это число составило 773 человека.

### Вальдвиммерсбах
Деревня Вальдвиммерсбах, носившая до XVII века название Виммерсбах, впервые упоминается в 1308 году и была основана, предположительно, жителями Лобенфельда на месте вырубленного леса. С 1330 года Виммерсбах находился под властью Пфальца и уже в 1369 году находился в собственности города Дильсберг. Пашенные земли принадлежали, как правило, крестьянам и с течением времени из-за многократного деления наследства оказались раздроблены на мелкие участки. Капелла на месте нынешней евангелической церкви впервые упоминается в 1494 году, католический храм был построен в 1740 году.
В 1803 году оба поселения, принадлежавшие ранее Меккесхаймской сотне курпфальцского округа Дильсберг, отошли Бадену. Вальдвиммерсбах вошёл в состав округа Мосбах. В 1805 году население деревни составляло 421 человек, в 1818 году — 442 человека. К середине XIX века численность населения Вальдвиммерсбаха превысила 600 человек, однако затем этот показатель снижался вплоть до начала Второй мировой войны.
После Первой мировой войны самые сильные позиции в Вальдвиммерсбахе имели национал-либералы. С 1930 года большинство было за НСДАП, уровень её поддержки достиг 82 процентов.
После Второй мировой войны в деревне поселились беженцы из Венгрии, Судет и Югославии. После того как в 1948 году к деревне присоединился район Остринг, Вальдвиммерсбах перестал быть «деревней одной улицы», его уличная сеть приобрела современный вид. В 1957 и 1966 годах к деревне присоединили ещё несколько территорий. в 1974 году в Вальдвиммерсбахе проживало 1150 человек.

### Объединение в коммуну Лоббах
Уже в 1935 году звучали предложения объединить коммуны Лобенфельд и Вальдвиммерсбах, однако до их реализации дело тогда не дошло. Лишь во время обсуждения реформы коммун и округов в 1970-х годах идея об объединении прозвучала вновь. В 1970 году обе коммуны сначала отклонили слияние районов Гейдельберг, Маннгейм и Зинсхайм, однако одобрили объединение районов Гейдельберг и Зинсхайм. При обсуждении нового коммунального деления были предложены разные варианты объединения, в частности, предлагалось либо объединить коммуны Вальдвиммерсбах, Лобенфельд, Шпехбах и Мёнхцель в одну, либо включить первые две в состав Меккесхайма или Неккаргемюнда. На публичных слушаниях в Вальдвиммерсбахе в 1972 году большинство жителей отклонили вариант с включением общины в состав Неккаргемюнда. В том же году в Лобенфельде отвергли предложение включить коммуну в состав Меккесхайма. В январе 1974 года во время общественных слушаний жители Вальдвиммерсбаха одобрили объединение с Лобенфельдом, однако в Лобенфельде этот проект отклонили. В мае 1974 года под давлением земельного правительства обе коммуны проголосовали за объединение. Из-за первоначального несогласия Лобенфельда на объединение новая коммуна не унаследовала название более крупной из ранее существовавших, а получила новое — Лоббах, по названию небольшой речки, протекающей по территории обеих деревень.
После ликвидации района Гейдельберг Лобенфельд и Вальдвиммерсбах вошли в состав нового района Рейн-Неккар. Коммуна Лоббах образована 31 декабря 1974 года в ходе реформы административно-территориального деления в земле Баден-Вюртемберг путём слияния коммун Лобенфльд и Вальдвиммерсбах. Спорным оставался вопрос о гербе новой коммуны, таким образом Лоббах долгое время был единственной коммуной района Рейн-Неккар без собственного герба, пока в 1996 году не был утверждён герб с элементами бывших гербов Лобенфельда и Вальдвиммерсбаха.
В результате дальнейшего расширения территории деревень численность населения Лоббаха выросла с 1886 человек в момент объединения до более чем 2400 человек в 1999 году.

## Динамика населения
Лобенфельд и Вальдвиммерсбах
| Год             | 1577 | 1727 | 1834 | 1875 | 1939 | 1961 | 1965 | 1970 |
| --------------- | ---- | ---- | ---- | ---- | ---- | ---- | ---- | ---- |
| Лобенфельд      | 100  | 108  | 334  | 392  | 329  | 498  | 530  | 619  |
| Вальдвиммерсбах | 200  | 163  | 548  | 594  | 517  | 944  | 1035 | 1101 |

Лоббах
| Год       | 1961 | 1965 | 1970 | 1991 | 1995 | 2005 | 2010 | 2015 |
| --------- | ---- | ---- | ---- | ---- | ---- | ---- | ---- | ---- |
| Население | 1442 | 1565 | 1720 | 2230 | 2382 | 2446 | 2400 | 2364 |

## Религия
Лобенфельд до конца XVIII века был преимущественно католическим. Религиозный состав населения менялся слабо, и в 1965 году три четверти населения были католиками.
В Вальдвиммерсбахе же большинство составляли лютеране. Лишь после притока беженцев после Второй мировой войны доля католиков к 1965 году выросла с менее чем 20 процентов до 30 процентов.
В Вальдвиммерсбахе есть евангелический приход, к которому относится также и Лобенфельд. В Лобенфельде есть католический приход, к которому относится также Вальдвиммерсбах и Мёнхцель.

## Политика

### Совет коммуны
В Совет коммуны входят 14 депутатов, по 7 от Лобенфельда и Вальдвиммерсбаха, председателем Совета является бургомистр. По результатам последних выборов, прошедших в 2014 году, состав Совета выглядит следующим образом:
| ХДС \| 8 мест  |
| СДПГ \| 7 мест |

### Бургомистры
- Герберт Кифер, 1975—1991 (ранее с 1971 года бургомистр Вальдвиммерсбаха)
- Гаральд Эрлер, 1991—2001
- Хайнер Руч, 2001—2017 (заместители: Вольфганг Кунле (ХДС); Клаус-Петер Руф (СДПГ) до апреля 2017 года; Людвиг Крист (СДПГ) с мая 2017 года)
- Эдгар Кнехт, с 2017 г. (заместители: Вольфганг Кунле (ХДС); Людвиг Крист (СДПГ))